# Silurus asotus
Silurus asotus е вид лъчеперка от семейство Siluridae. Видът не е застрашен от изчезване.

## Разпространение и местообитание
Разпространен е във Виетнам, Китай, Монголия, Провинции в КНР, Северна Корея, Тайван, Южна Корея и Япония.
Обитава сладководни басейни, реки и потоци.

## Описание
На дължина достигат до 1,3 m, а теглото им е максимум 30 kg.